# Alice Calhoun
Alice Calhoun (21 de noviembre de 1900 – 3 de junio de 1966) fue una actriz cinematográfica estadounidense de la época del cine mudo.

## Carrera
Su nombre completo era Alice Beatrice Calhoun, y nació en Cleveland (Ohio). Debutó en el cine en 1918 con un papel sin créditos, actuando en un total de 47 filmes desde entonces hasta 1929. Como estrella de la compañía Vitagraph de Nueva York, ella siguió a la productora cuando la misma se localizó en Hollywood. Entre sus filmes destacados figuran The Man Next Door (1923), en el cual interpretaba a Bonnie Bell, y The Man From Brodney's (1923), cinta en la que trabajaba con el actor J. Warren Kerrigan bajo la dirección de David Smith, con un guion basado en la novela de George Barr McCutcheon. Otra de sus producciones fue Between Friends (1924), adaptación de una historia de Robert William Chambers en la que actuó junto a Anna Q. Nilsson y Norman Kerry. Entre sus otras películas destacan Pampered Youth (1925), The Power of the Weak (1926), Savage Passions (1927), y Bride of the Desert (1929). 
Al igual que a otras estrellas de la época, su voz no le permitió actuar con éxito en el cine sonoro, siendo la única interpretación que hizo en dicho medio un papel sin créditos en el año 1934.

## Vida personal
Su primer marido fue Mendel Silberberg, un abogado de Los Ángeles, California. Se casaron en mayo de 1926, y él solicitó el divorcio en julio alegando que Calhoun mantenía otra relación sentimental en el momento de su boda. El matrimonio fue anulado.
En 1925 Calhoun había invertido en una sala de proyección. Junto a su segundo marido, Max Chotiner, con quien se había casado en secreto en Ventura (California) el 28 de diciembre de 1926, fue propietaria de una cadena de salas en el área de Los Ángeles. Con gran éxito económico, Calhoun y su marido colaboraron con diversas organizaciones caritativas locales, trabajando finalmente Chotiner como agente inversor. La pareja se divorció en 1938.
Alice Calhoun falleció en Los Ángeles, California, en 1966 a causa de un cáncer. Tenía 65 años de edad. Fue enterrada en el Cementerio Forest Lawn Memorial Park de Glendale (California). 
Por su contribución a la industria cinematográfica, a Alice Calhoun se le concedió una estrella en el Paseo de la Fama de Hollywood, en el 6815 de Hollywood Boulevard.